# Først kom de for at...
"Først kom de for at..." er et digt skrevet med inspiration fra Martin Niemöller, tysk teolog og præst. 
Niemöller blev arresteret af Gestapo i 1937, sad i koncentrationslejr fra 1938, befriet i 1945.   
Digtet handler om, hvordan Nazi-Tysklands regering med magt fjernede sine politiske og ideologiske modstandere. Digtets jeg-person ser med passivitet på, at andre grupper bliver udvalgt og afhentet, men reagerer ikke, da det ikke berører ham personligt. Først da jeg-personen selv bliver udvalgt, indser han problemet, men da er det for sent.
Digtet giver således et godt billede af hvordan Nazi-Tyskland gradvist udslettede modstandere af regimet ved hjælp af del og hersk-metoden. 
| Citat                        | Først kom de for at tage kommunisterne, men jeg protesterede ikke, jeg var jo ikke kommunist. Da de kom for at arrestere fagforeningsmændene, protesterede jeg ikke, jeg var jo ikke fagforeningsmand. Da de spærrede socialisterne inde, protesterede jeg ikke, jeg var jo ikke socialist. Da de spærrede jøderne inde, protesterede jeg ikke, jeg var jo ikke jøde. Da de kom efter mig, var der ikke flere tilbage til at protestere. | Citat |
| Martin Niemöller (1892-1984) | |       |

Selve tekstens oprindelse og historik er kompliceret, da Martin Niemöller aldrig selv har nedskrevet den, og den findes således i et utal af versioner.
Oprindeligt var der slet ikke tale om et digt, men om et svar, som Niemöller gav på et spørgsmål fra et menighedsmedlem om, hvorvidt Kirken dog ikke vågnede op efter Krystalnatten ("...dann haben sie gefragt, ob wir denn nicht aufgewacht wären nach der Kristallnacht 1938").
Niemöller svarede på dette spørgsmål bl.a., at han selv og Kirken ikke havde reageret, da nazisterne tog kommunisterne og senere fagforeningsfolkene, fordi disse ikke var en del af Kirken selv. Først da den nazistiske ideologi greb ind i kirkens indre anliggender, begyndte de at sige fra.